# Добриков, Иван Андреевич
Иван Андреевич Добриков (1914-1943) — капитан Рабоче-крестьянской Красной Армии, участник Великой Отечественной войны, Герой Советского Союза (1944).

## Биография
Родился 13 апреля 1914 года в посёлке Чистяково (ныне — город Торез ДНР) в рабочей семье. Окончил семь классов школы, затем один курс горного техникума. В 1936 году был призван на службу в Рабоче-крестьянскую Красную Армию. В 1939 году он окончил курсы младших лейтенантов. С июня 1941 года — на фронтах Великой Отечественной войны. К середине [1943 год]а капитан Иван Добриков был начальником штаба 1131-го стрелкового полка 337-й стрелковой дивизии 40-й армии Воронежского фронта. Участвовал в Курской битве. Особо отличился во время освобождения Полтавской области Украинской ССР и битве за Днепр.
10-11 сентября 1943 года в ходе боёв за освобождение Гадяча Иван Добриков во главе сводной группы первым в полку переправился через реку Псёл и принял активное участие в боях на улицах города. В боях ему удалось сохранить в строю большую часть личного состава, при этом захватив в плен большое количество солдат и офицеров противника. Несколько дней спустя в бою у села Черноклевы, находясь во главе группы из двух рот, предпринял обходной манёвр и, ударив войскам противника во фланг, уничтожил около батальона пехоты противника. В том бою он лично уничтожил вражеский пулемётный расчёт и взял в плен немецкого офицера. 25 сентября вместе с батальоном переправился через Днепр в районе села Зарубинцы Монастырищенского района Черкасской области Украинской ССР и принял активное участие в захвате и удержании плацдарма на его западном берегу. Батальону удалось выбить противника с господствующих высот и выйти к селу Колесище. 29 октября 1943 года погиб в бою.
Похоронен в селе Лецки Переяслав-Хмельницкого района Киевской области Украины.
Указом Президиума Верховного Совета СССР «О присвоении звания Героя Советского Союза генералам, офицерскому, сержантскому и рядовому составу Красной Армии» от 10 января 1944 года за «образцовое выполнение боевых заданий командования на фронте борьбы с немецко-фашистскими захватчиками и проявленные при этом отвагу и геройство» был удостоен посмертно высокого звания Героя Советского Союза. Также был награждён орденами Ленина, Красного Знамени, Отечественной войны 1-й степени.
В честь Добрикова названа школа в Лецках.